# Marian Rutkowski (zm. 1827)
Marian Rutkowski herbu Pobóg (zm. 14 sierpnia 1827 roku) – prezes Rady Wojewódzkiej Województwa Płockiego, sekretarz Rady Nieustającej w 1787 roku.
Syn Józefa Leona Rutkowskiego i Faustyny Zielińskiej. Żonaty z Józefą Bromirską i Balbiną Teodozją Nosarzewską. Jego córką z Balbiną była Pelagia Rutkowska.
W 1806 roku ufundował kościół w Szpetalu koło Lipna.
Kawaler Orderu Świętego Stanisława w 1793 roku.